# Širi Maimon
Širi Maimon (hebrejsky שירי מימון‎‎; * 17. května 1981 Haifa) je izraelská popová zpěvačka a herečka, která v roce 2005 reprezentovala Izrael na Eurovision Song Contest, kde se dostala do finále.

## Biografie

### Mládí
Narodila se v izraelské Haifě a vyrůstala na jejím předměstí Kirjat Chajim. Má sefardské předky: její matka je původem z Maroka a otec z Tuniska. Poprvé vystoupila v deseti letech na dětském hudebním festivalu. Později nastoupila na povinnou službu do Izraelských obranných sil, kde sloužila v zábavním souborem izraelského letectva. V roce 2001 se objevila ve videoklipu hudební skupiny Teapacks. Později pracovala rok a půl jako zpěvačka a barmanka v jihoizraelském Ejlatu. V roce 2003 soutěžila v první řadě izraelského televizního pořadu hledajícího mladé pěvecké talenty Kochav Nolad a skončila na druhém místě.

### Kariéra
Její první píseň byla „Until You Understand Me.“ Když pracovala na svém debutovém albu, byla zároveň i moderátorkou populárního izraelského televizního programu pro mladé EXIT. V roce 2005 se zúčastnila národního kola Eurovision Song Contest (Kdam Eurovision), a přestože z počátku nebyla favoritkou, nakonec vyhrála s písní „ha-Šeket ŠeNiš'ar“ (Ticho, co zůstává). Díky tomuto vítězství se stala reprezentantkou Izraele na Eurovision Song Contest v ukrajinském Kyjevě. Nejprve odmítla návrhy, aby část písně zpívala anglicky. Nakonec však po úvaze, že cizojazyčné písně v minulosti neměly úspěch, souhlasila, že polovinu písně zazpívá v hebrejštině a polovinu v angličtině. Se svou písní se dostala do finále, kde skončila na čtvrtém místě s celkovým počtem 154 bodů.
V září 2005 vydala album nesoucí její jméno, které během několika měsíců získalo zlatou desku za více než 20 tisíc prodaných desek. Jako herečka se objevila v mýdlové opeře Jeladot Ra'ot (Špatná děvčata) na Israeli Music Channel, kde ztvárnila roli Maji Gold, talentované zpěvačky, která se snaží nalézt rovnováhu mezi svou kariérou a milostným životem a péčí o svého drogově závislého bratra. První píseň z jejího druhého alba s názvem „Joter Tov Lisloach“ (Lepší odpustit) byla uveřejněna v prosinci 2007 a okamžitě se stala hitem. V březnu 2006 začala vystupovat v divadle Ha-Bima v muzikálové verzi izraelského kultovního filmu The Band. V lednu 2008 bylo uveřejněno její druhé album s názvem Rega Lifney She… (Just Before…).
V roce 2008 získala ocenění MTV Europe Music Awards v kategorii Best Israeli Act (doslova „Nejlepší izraelské vystoupení“) a v soutěži o nejlepší evropské vystoupení se umístila na třetím místě a zanechala tak za sebou vítěze Eurovision Song Contest z roku 2008 Dimu Bilan a britskou zpěvačku Leonu Lewis. Byla rovněž vybrána, aby se zúčastnila projektu Global One, který je celosvětovým projektem, jehož cílem je nahrát písně s úspěšnými místními umělci z více než dvaceti států světa v jejich rodných jazycích.

## Diskografie
- 2005: Shiri Maimon
- 2008: Rega Lifney She… (Just Before…)
- 2008: Standing on My Own
- 2011: Ha'mofa Ha'meshutaf (The Joint Show)
- 2012: Sheleg Ba'sharav
- 2014: Ha'albomim Ha'roshonim
- 2024: Transparent
- 2024: Live Album 2024